# Chiesa di Santa Maria Assunta (Valmozzola)
La chiesa di Santa Maria Assunta, nota anche come pieve di Gusaliggio, è un luogo di culto cattolico dalle forme neogotiche e neoromaniche situato nel centro di Pieve di Gusaliggio, piccola frazione di Valmozzola, in provincia di Parma e diocesi di Piacenza-Bobbio; è sede di una parrocchia compresa nel vicariato della Val Taro e Val Ceno.

## Storia
Il luogo di culto originario fu probabilmente costruito nell'XI secolo, ma le più antiche testimonianze della sua esistenza risalgono soltanto al XIII, quando fu citato nelle Rationes decimarum della diocesi di Piacenza; all'epoca erano poste alle sue dipendenze dieci cappelle del circondario, comprese tra i borghi di Branzone, Mariano, Landasio e Tiedoli.
Nel 1490 l'edificio romanico fu parzialmente modificato.
Nel 1704 la chiesa fu completamente ricostruita in forme barocche.
Nel 1912, a causa di gravi cedimenti del pavimento, il tempio fu sottoposto a lavori di ristrutturazione, che comportarono la rimozione delle sepolture, l'abbassamento di 60 cm della quota di calpestio e la decorazione delle pareti e delle volte in stile neogotico; al termine dell'opera la chiesa fu solennemente consacrata e intitolata a santa Maria Assunta.
Nel 1965 il tempio fu restaurato, innalzando anche una nuova facciata neoromanica in pietra; i lavori interessarono anche il battistero e la torre campanaria.

## Descrizione

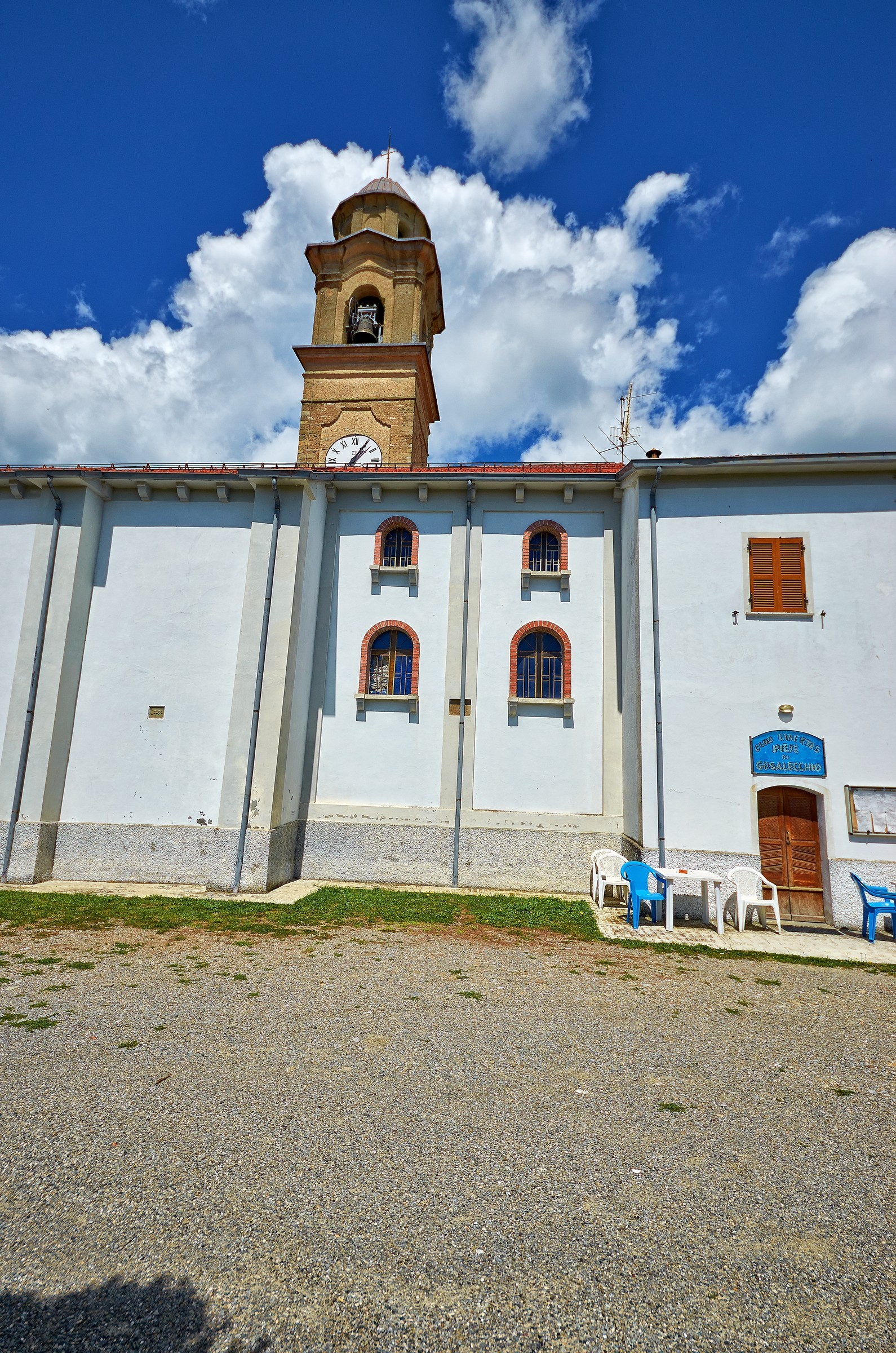
Lato sud

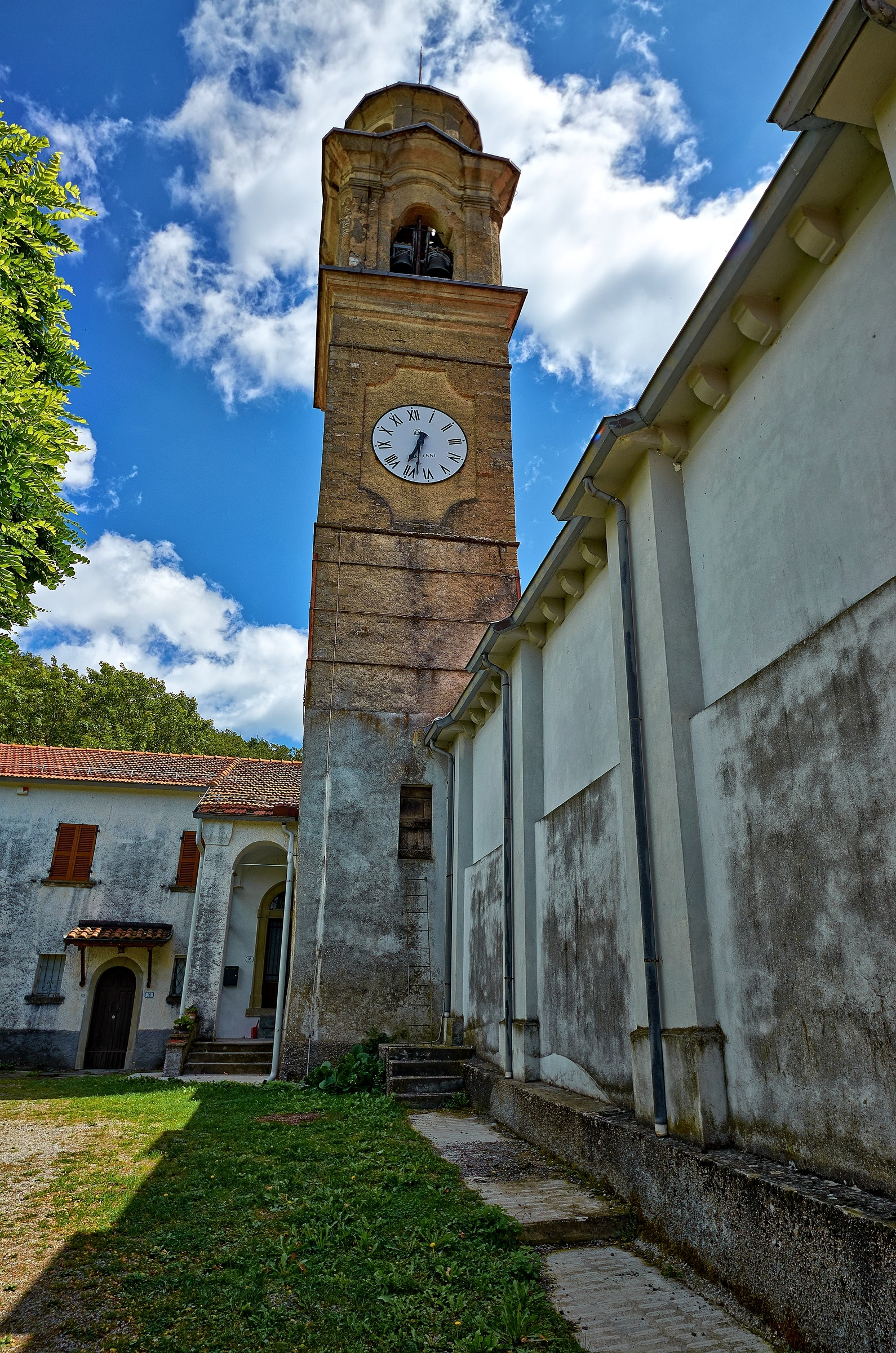
Campanile

La chiesa si sviluppa su un impianto a navata unica affiancata da quattro cappelle per lato, con ingresso a ovest e presbiterio a est.
La simmetrica facciata a capanna, interamente rivestita in conci regolari di pietra scalpellinata, è tripartita da due lesene costituite dall'alternanza di pietre rettangolari e quadrate decorate con bassorilievi; al centro è collocato l'ampio portale d'ingresso ad arco a tutto sesto, affiancato da due semicolonne corinzie a sostegno dell'arco, scolpito con motivi floreali; più in alto si apre un grande rosone delimitato da una cornice; alle estremità si ergono due massicce paraste, mentre a coronamento si allunga lungo gli spioventi del tetto una fascia ad archetti pensili, sormontata da un cornicione modanato; in sommità si eleva nel mezzo una croce in pietra.
I fianchi intonacati sono suddivisi da una serie di massicce paraste; dal lato destro aggetta il volume del battistero, mentre al termine del prospetto sinistro è collocato il campanile barocco in pietra intonacata; la torre è decorata con specchiature ad angoli smussati, contenenti orologi; la cella campanaria si affaccia sulle quattro fronti attraverso ampie monofore ad arco mistilineo, delimitate da lesene doriche; in sommità si staglia sopra al cornicione in aggetto una lanterna a pianta ottagonale, illuminata da quattro aperture ad arco a tutto sesto scandite da lesene; a coronamento si innalza una cupola in rame.
Sul retro si addossano al presbiterio gli edifici contenenti la canonica e la sagrestia.
All'interno la navata, coperta da quattro volte a crociera suddivise da arcate a sesto acuto decorate con affreschi neogotici, è affiancata da una serie di paraste dipinte a fasce orizzontali e coronate da capitelli dorici; ai lati si aprono attraverso ampie arcate a tutto sesto le cappelle, chiuse superiormente da volte a botte; al loro interno si trovano altari ornati con stucchi rococò.
Il presbiterio, lievemente sopraelevato, è preceduto dall'arco trionfale a sesto ribassato, retto da due pilastri; l'ambiente, coperto da una volta a botte lunettata affrescata suddivisa in due campate, è illuminato da due finestroni rettangolari, sormontati da aperture a lunetta, su ogni lato; al centro è collocato l'altare maggiore a mensa in marmo bianco e rosso di Verona; sul fondo si staglia la pala raffigurante l'Assunta, dipinta da Salvatore Pozzo nel XVII secolo.
La chiesa ospita inoltre alcune statue, tra cui quelle di San Pellegrino e San Rocco, risalenti al 1770, e quella di Santa Maria Assunta.